# Astichopus multifidus
Astichopus multifidus е вид морска краставица от семейство Stichopodidae. Видът не е застрашен от изчезване.

## Разпространение и местообитание
Разпространен е в Аруба, Бахамски острови, Белиз, Бонер, Венецуела, Гватемала, Доминиканска република, Колумбия, Коста Рика, Куба, Кюрасао, Мексико, Никарагуа, Панама, Пуерто Рико, Саба, САЩ, Сен Естатиус, Тринидад и Тобаго, Търкс и Кайкос, Хаити, Хондурас и Ямайка.
Среща се на дълбочина от 11 до 162 m, при температура на водата от 22,3 до 26,8 °C и соленост 36,1 – 36,7 ‰.